# 조성희 (1980년)
조성희(1980년 8월 13일 ~ )는 대한민국의 배우이다.

## 학력
- 명지전문대학 연극영상과

## 출연작

### 드라마 & 시트콤
- 《파도야 파도야》 (2018년, KBS2)
- 《내일도 맑음》 (2018년, KBS1)
- 《리치맨》 (2018년, 드라맥스, mbn)
- 《꽃피어라 달순아》 (2018년, KBS2)
- 《명불허전》 (2017년, tvN)
- 《돌아온 복단지》 (2017년, MBC)
- 《언니는 살아있다》 (2017년, SBS)
- 《이름 없는 여자》 (2017년, KBS2) - 김비서 역
- 《훈장 오순남》 (2017년, MBC)
- 《황금주머니》 (2017년, MBC)
- 《사랑은 방울방울》 (2017년, SBS)
- 《솔로몬의 위증》 (2016년, JTBC)
- 《몬스터》 (2016년, MBC)
- 《W》 (2016년, MBC)
- 《미녀 공심이》 (2016년, SBS)
- 《돌아와요 아저씨》 (2016년, SBS)
- 《대박》 (2016년, SBS)
- 《딴따라》 (2016년, SBS)
- 《가화만사성》 (2016년, MBC)
- 《용팔이》 (2015년, SBS)
- 《내일도 승리》 (2015년, MBC)
- 《다 잘될 거야》 (2015년, KBS2)
- 《위대한 조강지처》 (2015년, MBC)
- 《가족을 지켜라》 (2015년, KBS1)
- 《딱 너 같은 딸》 (2015년, MBC) - 닥터 김 역
- 《황홀한 이웃》 (2015년, SBS) - 김용훈 역
- 《그래도 푸르른 날에》 (2015년, KBS2) - 비너스 화장품 직원 역
- 《폭풍의 여자》 (2015년, MBC)
- 《일편단심 민들레》 (2015년, KBS2)
- 《장미빛 연인들》 (2015년, MBC)
- 《왕의 얼굴》 (2015년, KBS2) - 세자빈유씨 오라버니
- 《달려라 장미》 (2015년, SBS)
- 《힐러》 (2015년, KBS2)
- 《냄새를 보는 소녀》 (2015년, SBS) - 청혼남 역
- 《마마》 (2014년, MBC)
- 《감자별 2013QR3》 (2014년, tvN)
- 《은희》 (2014년, KBS2)
- 《전설의 마녀》 (2014년, MBC)
- 《사랑만 할래》 (2014년, SBS) - 이명재 역
- 《최고의 결혼》 (2014년, TV조선)
- 《조선 총잡이》 (2014년, KBS2) - 의금부 도사 역
- 《왔다! 장보리》 (2014년, MBC) - 의사 역
- 《야경꾼 일지》 (2014년, MBC) - 매란방 사내 역
- 《귀신 보는 형사 처용》 (2014년, OCN) - 병원 보안실 직원 역
- 《로맨스가 필요해 3》 (2014년, tvN) - 한지승과 같은 고시원에 사는 남자 역
- 《세 번 결혼하는 여자》 (2013년~2014년, SBS)
- 《나만의 당신》 (2014년, SBS) - 이종수 역
- 《별에서 온 그대》 (2013년~2014년, SBS) - 드라마 제작사 직원 역
- 《못난이 주의보》 (2013년, SBS)
- 《산 너머 남촌에는 2》 (2013년, KBS1)
- 《결혼의 여신》 (2013년, SBS)
- 《그녀의 신화》 (2013년, JTBC)
- 《오로라 공주》 (2013년, SBS)
- 《일말의 순정》 (2013년, KBS2)
- 《궁중잔혹사 - 꽃들의 전쟁》 (2013년, JTBC)
- 《불의 여신 정이》 (2013년, MBC)
- 《연애조작단; 시라노》 (2013년, tvN)
- 《대풍수》 (2013년, SBS)
- 《야왕》 (2013년, SBS)
- 《내 사랑 나비부인》 (2013년, SBS)
- 《백년의 유산》 (2013년, MBC) - 회사 감사팀 직원 역
- 《지성이면 감천》 (2013년, KBS1)
- 《대왕의 꿈》 (2013년, KBS1)
- 《구암 허준》 (2013년, MBC)
- 《지성이면 감천》 (2013년, KBS1)
- 《최고다 이순신》 (2013년, KBS2)
- 《유리가면》 (2013년, tvN)
- 《마의》 (2013년, MBC)
- 《상속자들》 (2013년, SBS)
- 《보고싶다》 (2013년, MBC)
- 《메디컬 탑팀》 (2013년, MBC)
- 《루비반지》 (2013년, KBS2)
- 《조선 총잡이》 (2013년, KBS2)
- 《스캔들: 매우 충격적이고 부도덕한 사건》 (2013년, MBC)
- 《원더풀 마마》 (2013년, SBS)
- 《당신의 여자》 (2013년, SBS) - 김쉐프 역
- 《굿바이 마눌》 (2012년, 채널A)
- 《스탠바이》 (2012년, MBC)
- 《산 너머 남촌에는》 (2012년, KBS1)
- 《도롱뇽도사와 그림자 조작단》 (2012년, SBS) - 수민 매니저 역
- 《패션왕》 (2012년, SBS)
- 《바보엄마》 (2012년, SBS)
- 《뱀파이어 아이돌》 (2012년, MBN)
- 《해를 품은 달》 (2012년, MBC)
- 《옥탑방 왕세자》 (2012년, SBS) - 경찰 역
- 《오작교 형제들》 (2012년, KBS2)
- 《프로포즈 대작전》 (2012년, TV조선)
- 《고봉실 아줌마 구하기》 (2012년, TV조선)
- 《신사의 품격》 (2012년, SBS)
- 《닥치고 꽃미남밴드》 (2012년, tvN) - 매니져 역
- 《추적자 THE CHASER》 (2012년, SBS)
- 《한반도》 (2012년, TV조선)
- 《패밀리》 (2012년, KBS2)
- 《골든 타임》 (2012년, MBC)
- 《무신》 (2012년, MBC)
- 《다섯 손가락》 (2012년, SBS)
- 《내 인생의 단비》 (2012년, SBS)
- 《천사의 선택》 (2012년, MBC)
- 《천번의 입맞춤》 (2012년, MBC)
- 《해피 엔딩》 (2012년, JTBC)
- 《유령》 (2012년, SBS)
- 《울랄라 부부》 (2012년, KBS2)
- 《당신 뿐이야》 (2012년, KBS1)
- 《적도의 남자》 (2012년, KBS2) - 구급대원 역
- 《사랑비》 (2012년, KBS2) - 백혜정 수행비서 역
- 《노란 복수초》 (2012년, tvN) - 태일 비서 역
- 《내일이 오면》 (2012년, SBS) - 맞선남 역
- 《넝쿨째 굴러온 당신》 (2012년, KBS2) - 천재용의 친구 역
- 《브레인》 (2012년, KBS2)
- 《원스 어폰 어 타임 인 생초리》 (2011년, tvN) - 김도상 역
- 《애정만만세》 (2011년~2012년, MBC) - 골프장 직원 역
- 《폼나게 살거야》 (2011년, SBS)
- 《두근두근 달콤》 (2011년, KBS2)
- 《공주의 남자》 (2011년, KBS2)
- 《청담동 살아요》 (2011년, JTBC)
- 《로맨스가 필요해》 (2011년, tvN) - 배성현의 친구 역
- 《시크릿가든》 (2011년, SBS)
- 《미쓰 아줌마》 (2011년, SBS)
- 《나도, 꽃!》 (2011년, MBC)
- 《반짝반짝 빛나는》 (2011년, MBC) - 강대범의 친한 형 역
- 《미스 리플리》 (2011년, MBC)
- 《영광의 재인》 (2011년, KBS2)
- 《천일의 약속》 (2011년, SBS)
- 《싸인》 (2011년, SBS)
- 《글로리아》 (2011년, MBC)
- 《호박꽃 순정》 (2011년, SBS) - 비서 역
- 《짝패》 (2011년, MBC) - 의원 역
- 《강력반》 (2011년, KBS2) - 합숙면접 팀원 역
- 《웃어요, 엄마》 (2011년, SBS)
- 《더 뮤지컬》 (2011년, SBS)
- 《불굴의 며느리》 (2011년, MBC)
- 《버디버디》 (2011년, tvN)
- 《마이더스》 (2011년, KBS1)
- 《역전의 여왕》 (2011년, MBC)
- 《웃어라 동해야》 (2011년, KBS1) - 용기 역
- 《내사랑 내곁에》 (2011년, SBS) - 장수남 역
- 《애자 언니 민자》 (2010년, SBS)
- 《주홍글씨》 (2010년, MBC)
- 《몽땅 내 사랑》 (2010년, MBC)
- 《볼수록 애교만점》 (2010년, MBC)
- 《커피하우스》 (2010년, SBS)
- 《산부인과》 (2010년, SBS)
- 《자이언트》 (2010년, SBS)
- 《당돌한 여자》 (2010년, SBS)
- 《장난스런 키스》 (2010년, MBC)
- 《미세스타운 - 남편이 죽었다》 (2010년, tvN)
- 《이웃집 웬수》 (2010년, SBS) - 쉐프 역
- 《아직도 결혼하고 싶은 여자》 (2010년, MBC)
- 《자유인 이회영》 (2010년, KBS1)
- 《세자매》 (2010년, SBS)
- 《분홍립스틱》 (2010년, MBC)
- 《개인의 취향》 (2010년, MBC)
- 《인생은 아름다워》 (2010년, SBS)
- 《신이라 불리운 사나이》 (2010년, MBC)
- 《동이》 (2010년, MBC)
- 《제빵왕 김탁구》 (2010년, KBS2)
- 《전우》 (2010년, KBS1)
- 《보석 비빔밥》 (2010년, MBC)
- 《검사 프린세스》 (2010년, SBS)
- 《내 여자친구는 구미호》 (2010년, SBS)
- 《당돌한 여자》 (2010년, SBS)
- 《성균관 스캔들》 (2010년, KBS2)
- 《어린이 손자병법》 (2010년, EBS) - 이태백 역
- 《살맛납니다》 (2009년, MBC)
- 《압구정 다이어리》 (2009년, tvN)
- 《태희혜교지현이》 (2009년, MBC)
- 《찬란한 유산》 (2009년, SBS) - 환을 클럽으로 끌어들이는 웨이터 역
- 《2009 외인구단》 (2009년, MBC)
- 《맨땅에 헤딩》 (2009년, MBC)
- 《사랑은 아무나 하나》 (2009년, SBS)
- 《솔약국집 아들들》 (2009년, KBS2) - 편의점에서 컵라면 엎어놓고 간 남자 역
- 《선덕여왕》 (2009년, MBC)
- 《천사의 유혹》 (2009년, SBS)
- 《스타의 연인》 (2009년, SBS)
- 《트리플》 (2009년, MBC)
- 《녹색마차》 (2009년, SBS)
- 《천추태후》 (2009년, KBS2)
- 《드림》 (2009년, SBS)
- 《밥 줘》 (2009년, MBC)
- 《천만번 사랑해》 (2009년, SBS) - 김일남 역
- 《하얀 거짓말》 (2008년, MBC)
- 《그들이 사는 세상》 (2008년, KBS2) - 조연출 역
- 《미우나 고우나》 (2008년, KBS1)
- 《리틀맘 스캔들》 (2008년, 채널CGV)
- 《너는 내 운명》 (2008년, KBS1)
- 《별순검 시즌2》 (2008년, MBC드라마넷)
- 《바람의 나라》 (2008년, KBS2)
- 《태양의 여자》 (2008년, SBS)
- 《난 네게 반했어》 (2008년, KBS2)
- 《아내의 유혹》 (2008년, SBS)
- 《사랑해, 울지마》 (2008년, MBC)
- 《겨울새》 (2008년, MBC)
- 《행복합니다》 (2008년, SBS)
- 《ocn영화관》 (2008년, OCN) - 이도령
- 《크라임 시즌2》 (2008년, 드라맥스)
- 《온에어》 (2008년, SBS) - 기자 역
- 《김치 치즈 스마일》 (2008년, MBC)
- 《황금신부》 (2008년, SBS)
- 《춘자네 경사났네》 (2008년, MBC)
- 《알리바이 주식회사》 (2008년, 드라맥스)
- 《흔들리지마》 (2008년, MBC)
- 《아현동 마님》 (2008년, MBC)
- 《일지매》 (2008년, SBS)
- 《못말리는 결혼》 (2008년, KBS2)
- 《큰 언니》 (2008년, KBS1)
- 《이산》 (2008년, MBC)
- 《타짜》 (2008년, SBS)
- 《그 여자가 무서워》 (2007년, SBS)
- 《내 남자의 여자》 (2007년, SBS)
- 《쩐의 전쟁》 (2007년, SBS)
- 《사랑하기 좋은 날》 (2007년, SBS)
- 《에어시티》 (2007년, MBC)
- 《뉴하트》 (2007년~2008년, MBC) - 본과 실습생 역
- 《아름다운 시절》 (2007년, KBS1)
- 《도시괴담 데자뷰 시즌 2》 (2007년, SUPER ACTION)
- 《고맙습니다》 (2007년, MBC) - 의사 역
- 《사랑하는 사람아》 (2007년, SBS)
- 《한성별곡》 (2007년, KBS2)
- 《날아오르다》 (2007년, SBS)
- 《헬로! 애기씨》 (2007년, KBS2) - 김 PD 역
- 《얼마나 좋길래》 (2006년, MBC)
- 《주몽》 (2006년, MBC) - 유화 호위무사 역
- 《화랑전사 마루》 (2006년, KBS2) - 사다함 역
- 《서동요》 (2006년, SBS)
- 《걱정하지마》 (2006년, KBS2)
- 《달콤한 스파이》 (2006년, MBC)
- 《위대한 유산》 (2006년, KBS2)
- 《안녕하세요 하느님》 (2006년, KBS2)
- 《강이 되어 만나리》 (2006년, KBS1)
- 《빌리진 날 봐요》 (2006년, MBC드라마넷)
- 《레인보우 로망스》 (2006년, MBC) - 첫사랑 병지 역
- 《점프》 (2005년, EBS) - 용춘공 역
- 《하늘이시여》 (2005년, SBS)
- 《논스톱5》 (2005년, MBC)

### 영화
- 《카오산 탱고》 (2020년) - 형 역
- 《연평해전》 (2015년) - 군의관 역
- 《친구 2》 (2013년) - 공치성 역
- 《화이 : 괴물을 삼킨 아이》 (2013년) - 학교앞 트럭 운전수 역
- 《광해, 왕이 된 남자》 (2012년) - 광해 별감 2 역
- 《완벽한 파트너》 (2011년) - 김과장 역
- 《푸른소금》 (2011년) - 해운대파 부하 1 역
- 《구르믈 버서난 달처럼》 (2010년) - 임철민 부하 3 역
- 《청담보살》 (2009년) - 호준 친구 1 역
- 《마파도 2》 (2007년) - 금동 아버지 역
- 《이대로, 죽을 순 없다》 (2005년) - 뉴스 기자/보험 설계사 역

### 뮤직비디오
- 글루 - 나이제 어떡해 (2005년)